# Ducati
La Ducati Motor Holding S.p.A. è una casa motociclistica Italiana. Ha la sua sede a Bologna, nel quartiere di Borgo Panigale.

## Storia

### Origini

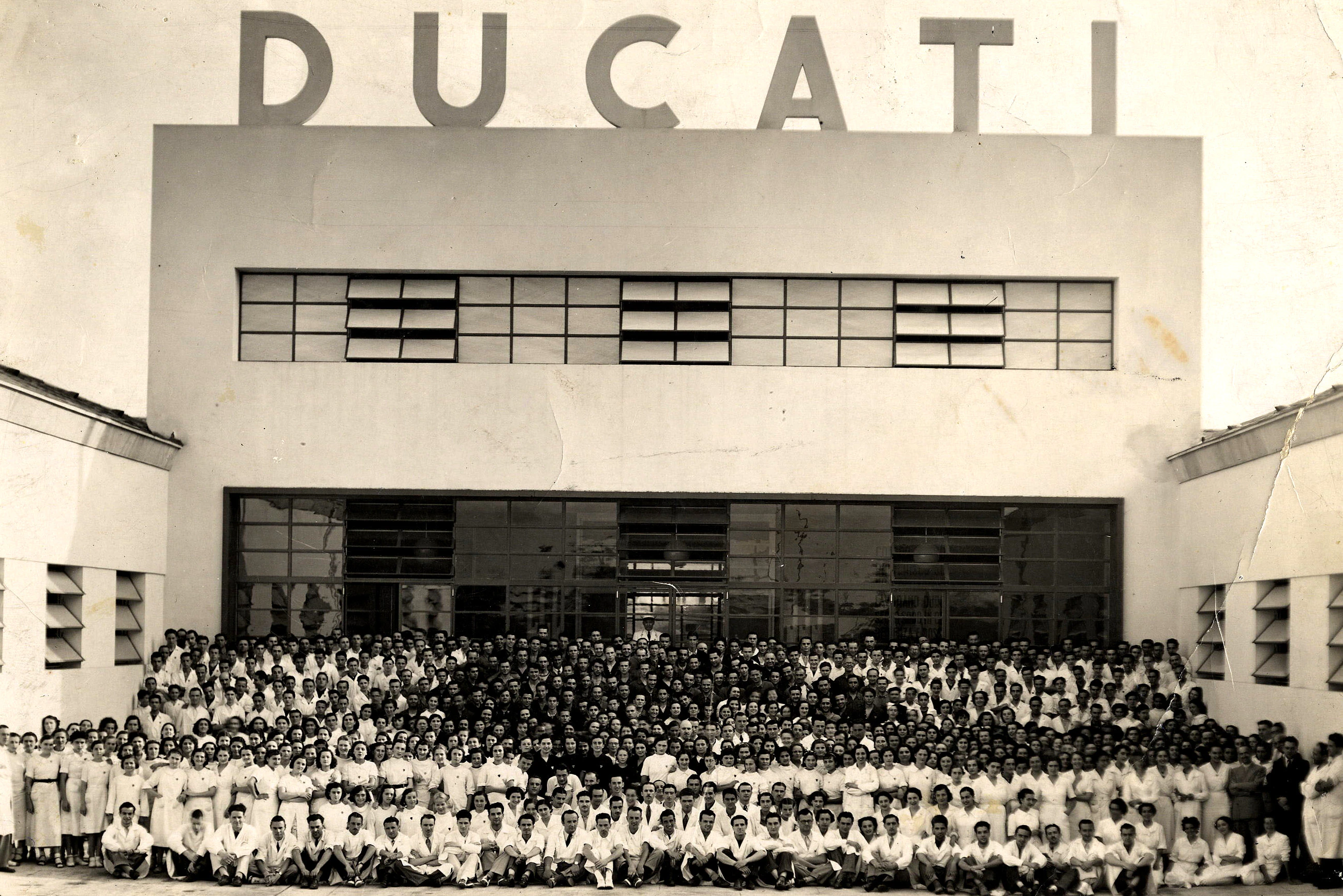
Lo stabilimento di Borgo Panigale e le maestranze Ducati nel 1939

L'azienda nacque nel 1926 per volontà dell'ingegnere Antonio Cavalieri Ducati (Comacchio 2 aprile 1853 - Bologna 27 giugno 1927) con il nome di Società Scientifica Radiobrevetti Ducati (SSR Ducati), specializzata nella ricerca e produzione di tecnologie per le comunicazioni radio. Lo scopo era di sfruttare industrialmente i brevetti del figlio Adriano, pioniere delle trasmissioni radiofoniche. Questi, benché giovanissimo, aveva realizzato il primo collegamento stabile Italia-Stati Uniti e il primo collegamento simultaneo tra i cinque continenti. Ben presto, grazie ai figli di Antonio Ducati (morto solo un anno dopo la fondazione), l'azienda cominciò ad affermarsi, per poi spaziare in svariati campi industriali. I figli Adriano, Bruno e Marcello Cavalieri Ducati iniziarono la loro attività con la produzione di un condensatore denominato "Manens", nello scantinato di un edificio situato nel centro di Bologna, in Via Collegio di Spagna. Tra il 1930 e il 1934 la produzione venne ampliata e spostata presso la villa di proprietà della famiglia Ducati, in Via Guidotti.
Nel 1935 venne realizzato lo stabilimento dove hanno attualmente sede la Ducati Motor Holding Spa e la Ducati Energia Spa. La produzione venne ampliata con la realizzazione delle prime apparecchiature radiofoniche, antenne radio, i primi sistemi di comunicazione interfonica (denominati "Dufono"), proiettori cinematografici, addizionatrici (Duconta) e rasoi elettrici (Raselet). Allo stabilimento di Borgo Panigale, verso la fine degli anni trenta, vennero affiancati due ulteriori stabilimenti situati nella periferia di Bologna, a Bazzano e a Crespellano.

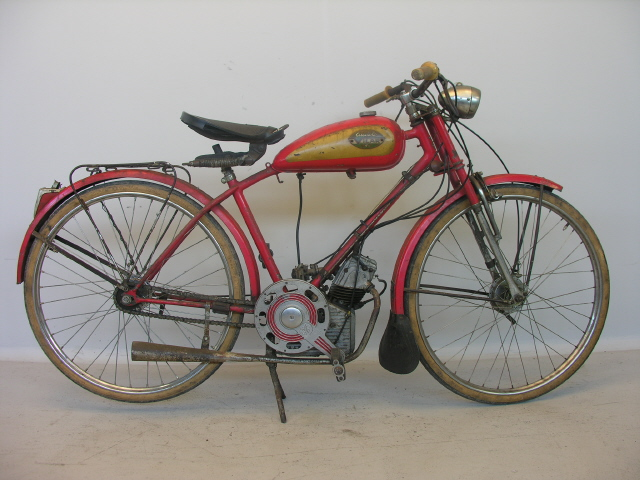
Ducati Vilar Cucciolo 1950

Nel 1939 fu creata la sezione ottica con l'importante collaborazione dell'Istituto Ottico di Firenze, diretto in quegli anni dal professore Vasco Ronchi, potendo contare su ottimi tecnici provenienti dalla Salmoiraghi e dalla San Giorgio come l'ingegnere Bruscaglioni.
Durante il secondo conflitto mondiale, la Ducati fu obbligata, come tante altre aziende italiane, a convertire la sofisticata produzione da uso civile a uso militare. In seguito all'armistizio dell'8 settembre 1943, la fabbrica fu occupata dalle truppe tedesche; successivamente venne bombardata e distrutta il 12 ottobre 1944.

### Dopoguerra

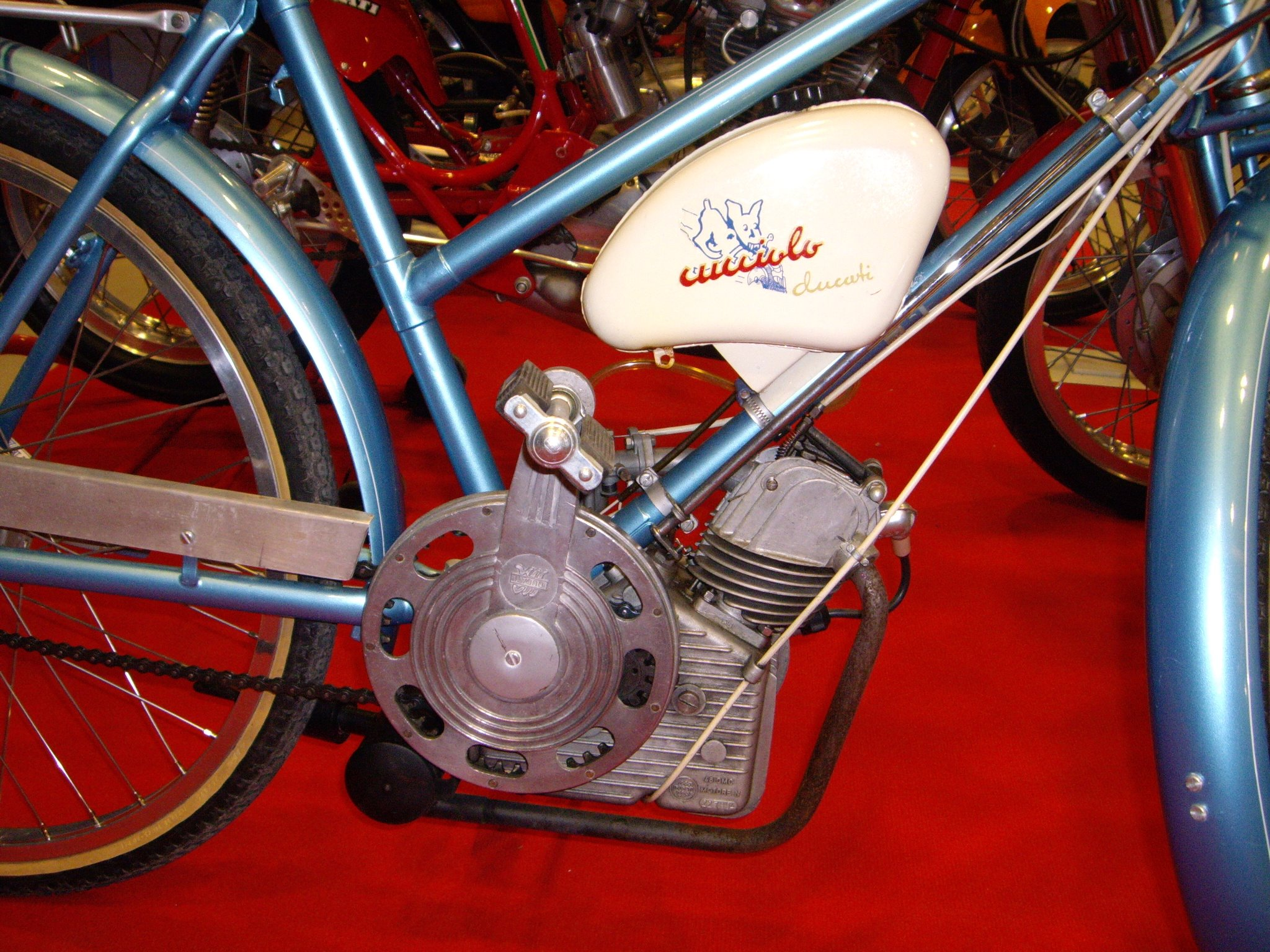
Ducati Cucciolo (1946)

A guerra finita, nacque la necessità di realizzare una nuova produzione da affiancare alle precedenti realizzazioni; fu così che su richiesta dell'IRI nel 1946 nacque il reparto motociclistico, come branca dell'azienda, allo scopo di produrre su licenza il Cucciolo, un motore monocilindrico di 48 cc con cambio a due velocità da applicare come propulsore ausiliario ad una normale bicicletta, progettato dall'avv. Aldo Farinelli e industrializzato dalla SIATA di Torino, che non aveva però le capacità industriali per far fronte all'insperato successo di questo prodotto. Successivamente evoluto dall'iniziale Cucciolo T1 nelle versioni T2, T0 - un T2 monomarcia - e T3 (più prestazionali, affidabili e facili da produrre) , questo venne nel frattempo applicato ad un telaio progettato dalla Caproni, ottenendo un bicimotore venduto in tutto il mondo in oltre 250.000 unità.
La sezione ottica nel 1946 realizzò la Sogno prima di una serie di microcamere, variando durante gli anni in diverse versioni e modelli che tuttavia si dimostrarono un insuccesso a causa della scarsa reperibilità dei rullini e l'elevato prezzo di vendita, per questo nel 1952 la produzione fu cessata e nel 1953 la sezione ottica venne chiusa durante una ristrutturazione aziendale.

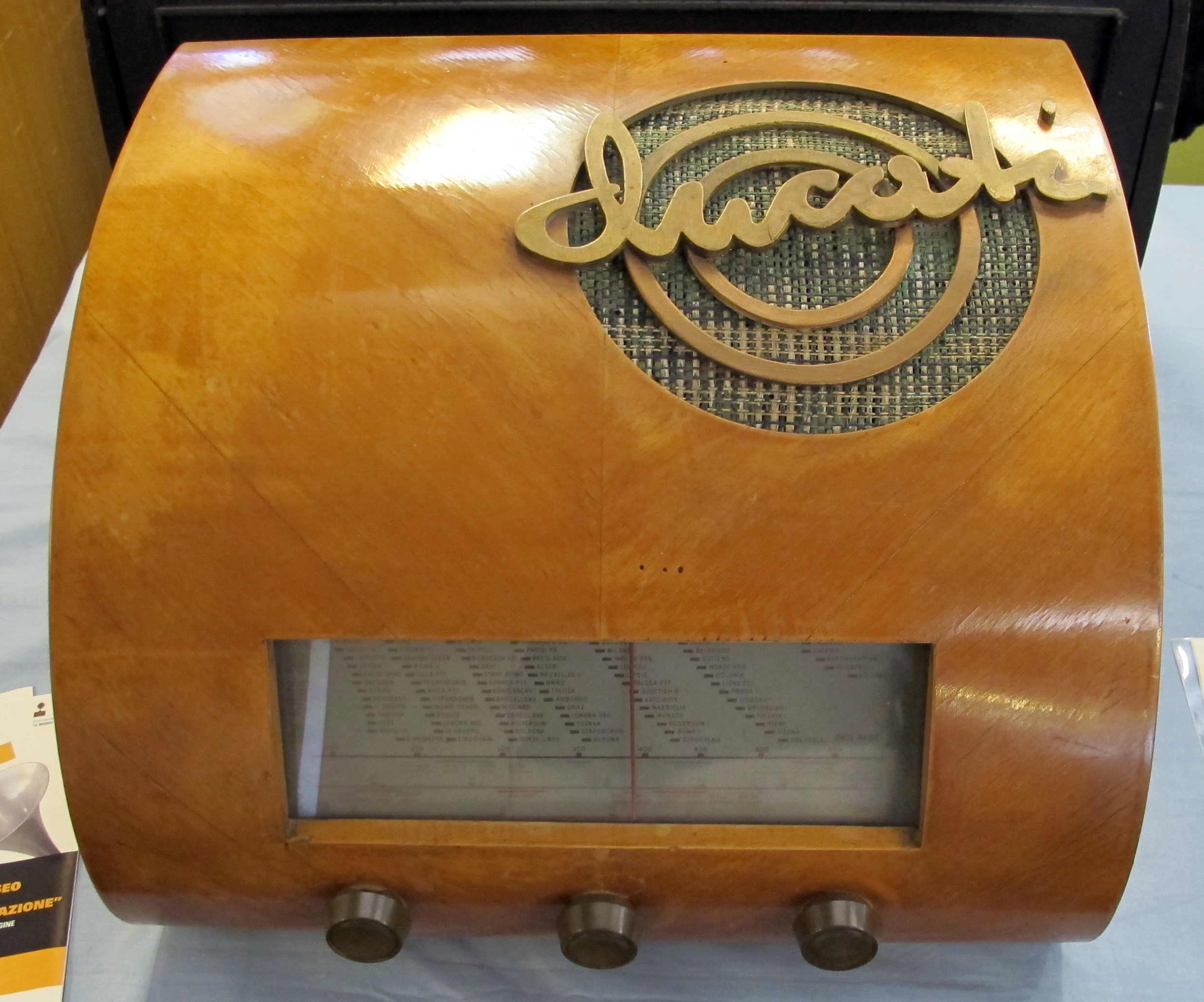
Radio Ducati, 1950 circa

Nel 1948 i fratelli Ducati cedettero la proprietà dell'azienda alle partecipazioni statali. Adriano emigrò negli Stati Uniti dove entrò nella Plamadyne e diede importanti contributi allo sviluppo di motori al plasma per la NASA. Nel 1954 avvenne la scissione dell'azienda in Ducati Meccanica e Ducati Elettrotecnica: la Ducati Meccanica seguì la realizzazione di motoveicoli, mentre la Ducati Elettrotecnica continuò la strada inizialmente percorsa dalla famiglia Ducati. Sempre nel 1954 venne assunto in Ducati Meccanica Fabio Taglioni, il geniale progettista romagnolo che sviluppò per Ducati, tra il 1954 e il 1984, oltre mille progetti di moto e motori, ma soprattutto le tecnologie a tutt'oggi utilizzate, e rispettivamente il sistema desmodromico, il motore bicilindrico e il telaio a traliccio.
Durante questo periodo la casa produsse 2 scooter, il Cruiser e il Brio, rispettivamente nel 1952 e 1963.

### Il controllo statale
A partire dal 1975 la Ducati passò sotto il controllo dello Stato italiano tramite l'EFIM, che cedette l'azienda nel 1978 alla VM Motori (anch'essa sotto controllo statale, facendo all'epoca parte della galassia Finmeccanica), che si occupava soprattutto di motori diesel industriali e automobilistici: questo, unito alle difficoltà sul mercato (specialmente quello statunitense), patite per mano dei marchi giapponesi, videro l'azienda bolognese concentrarsi sulla produzione di motori diesel per conto della controllante e a toglier le moto dalla lista delle priorità.
Risultati di questi fattori furono il tracollo delle vendite, passate da 7000 moto vendute nel 1981 a meno di 2000 nel 1984, e il mancato rinnovo della gamma, che vide le "Desmo a coppie coniche" uscire di produzione nel 1982, la Pantah necessitare di un rinnovo e le "Bicilindriche Desmo Parallele" 350cc e 500cc non far breccia sul mercato: fu questo il periodo della bocciatura del progetto Ducati Bipantah.

Ducati Pantah (1979)

Nel 1979 Finmeccanica aveva dato vita al raggruppamento diesel che affiancava la Ducati alla VM di Cento e di Trieste, alla Isotta Fraschini di Bari e di Saronno e al Centro esperienze studi impiego diesel (Cesid), con una produzione motoristica diversificata.
Altro effetto negativo della gestione statale fu lo stop all'impegno agonistico, ritenuto un "lusso" che non ci si poteva permettere, tanto che in questa fase il ruolo di "squadra corse" della Ducati fu svolto in forma semiufficiale dalla scuderia bolognese NCR (Nepoti Caracchi Rizzi, poi Nepoti Caracchi Racing), col supporto esterno dell'ingegner Taglioni, Direttore tecnico Ducati, e di Franco Farné, Capo meccanico della squadra ufficiale: la gestione statale mise a repentaglio il futuro dell'azienda, che promuoveva la sua immagine essenzialmente grazie alle affermazioni sportive.

### Gli anni Cagiva

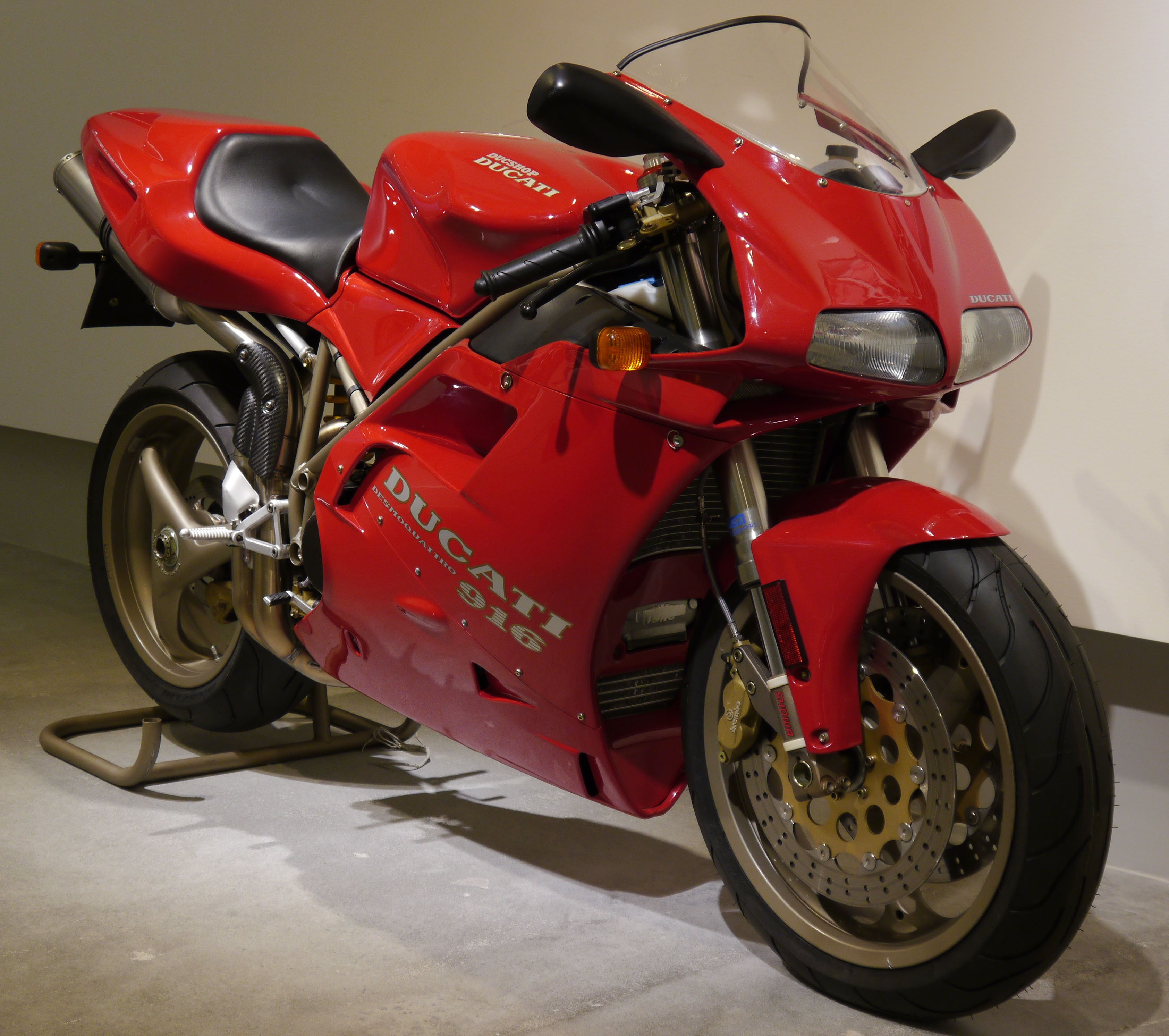
Ducati 916 (1994)

Nel frattempo, nei primi anni ottanta, la varesina Cagiva aveva stretto con la casa bolognese un accordo di fornitura dei motori Pantah per poter creare le proprie moto di grossa cilindrata: col tempo i rapporti si strinsero e nel 1985 i fratelli Claudio e Gianfranco Castiglioni acquistarono la Ducati dalla VM Motori, con l'idea di spostare la produzione delle moto a Varese, per lasciare a Borgo Panigale l'assemblaggio dei motori "Pantah".
L'azienda varesina mantenne il controllo fino al 1996, anno in cui il Texas Pacific Group acquistò il 51% delle azioni, e questo decennio fu caratterizzato da forti investimenti nelle competizioni, coi successi nelle gare Superbike a trainare le vendite dell'azienda.

### Anni recenti
Il Texas Pacific Group acquistò il rimanente 49% della Ducati nel 1998; l'anno successivo l'azienda mutò denominazione in Ducati Motor Holding SpA e il fondo texano collocò sul mercato oltre il 65% delle azioni possedute. Nello stesso anno fu organizzata la prima edizione del World Ducati Week (WDW): la settimana dedicata ai tifosi Ducatisti. In quell'occasione fu inaugurato il museo aziendale, che raccoglie i veicoli da competizione dal Cucciolo fino alle moderne Desmosedici.
Nel 2006 il marchio Ducati è ritornato in mani italiane con l'acquisto da parte di Investindustrial Holdings, la finanziaria di Andrea Bonomi, di una quota consistente del capitale sociale.

Nel 2007 c'è stato un ritorno all'utile, chiudendo con un giro d'affari di quasi 398 milioni di euro, in aumento del 30,5% rispetto ai 305 milioni dell'anno precedente. I principali azionisti dell'anno sono: Invest International Holdings Ltd., tramite World Motor S.A; Hospitals of Ontario Pension Plan, tramite World Motors White Sca; BS Investimenti SGR S.p.A, tramite World Motor Red Sca; Columbia Wanger Asset Management LP; Reach Capital Management LLC; Giorgio Seragnoli, tramite King S.p.A. 2008

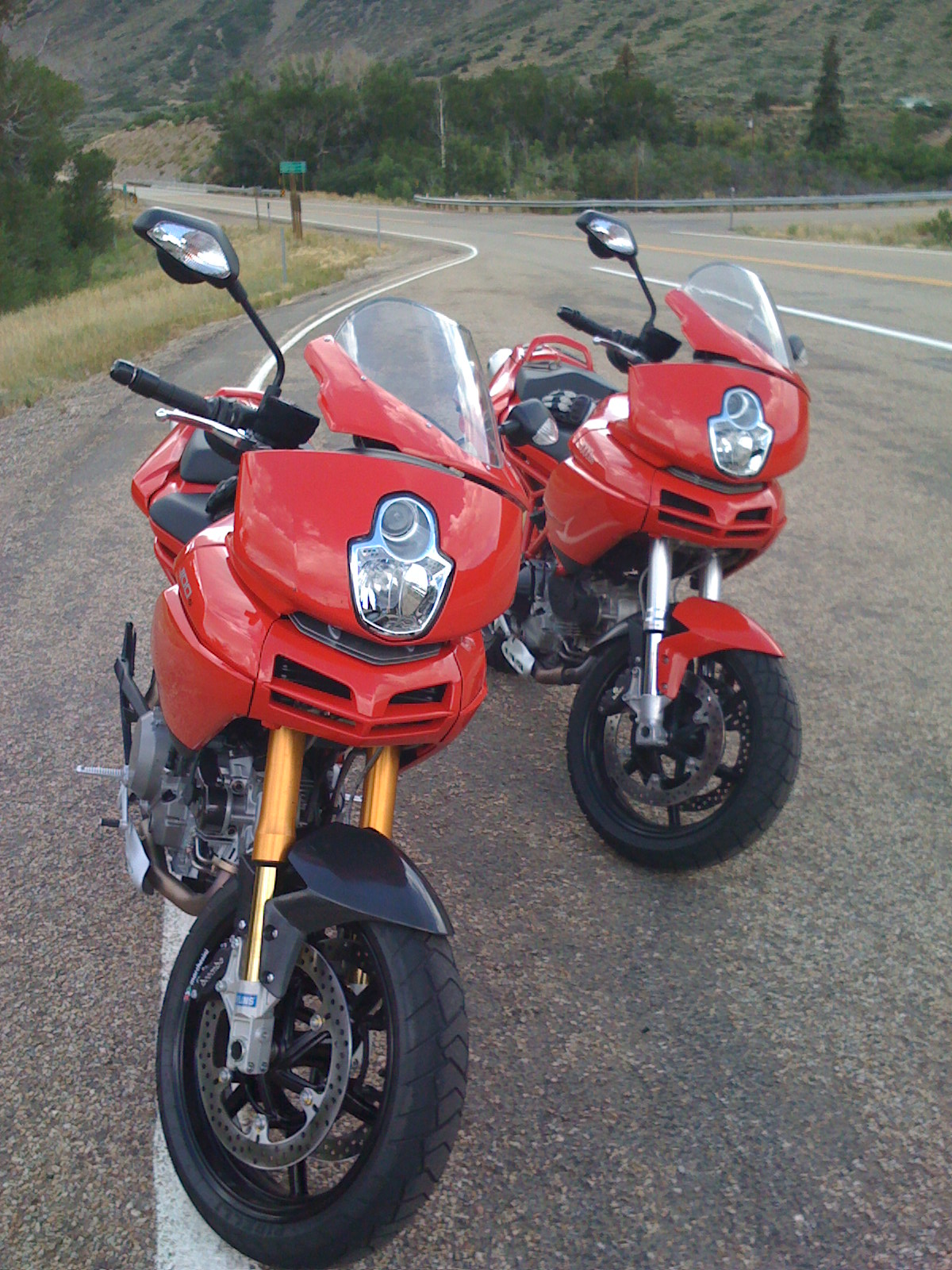
Ducati Multistrada (2003)

Nel 2008 Ducati ha concesso il proprio marchio all'azienda italiana Onda Communication per la produzione di una linea di periferiche per la connessione internet tramite rete cellulare.
In seguito, per ragioni riorganizzative della catena di controllo dell'azienda, la finanziaria stessa e i suoi soci istituzionali hanno provveduto a un'OPA sulla totalità delle azioni ordinarie di Ducati non detenute. Al termine delle varie operazioni finanziarie, comprendenti operazioni di fusione per incorporazione, l'azienda ha cambiato i suoi dati fiscali senza peraltro cambiare la denominazione con cui è conosciuta e il titolo Ducati è stato ritirato dalla quotazione in Borsa alla fine del 2008.
Il 18 aprile 2012 viene annunciata l'acquisizione di Ducati Motor Holding SpA da parte della Lamborghini Automobili S.p.A.: il gruppo Investindustrial emette un comunicato stampa che informa di aver raggiunto un accordo per la vendita della propria quota. Inoltre viene anche comunicato che gli investitori Hospitals of Ontario Pension Plan e BS Investimenti, hanno venduto anch'essi le loro partecipazioni in Ducati. In attesa di procedimenti burocratici e via libera definitivo, l'operazione ha ricevuto l'autorizzazione a procedere da parte dell'antitrust dell'Unione Europea nel giugno 2012. A operazioni ultimate la Ducati entrò quindi a far parte del gruppo automobilistico Audi. A seguito della stessa operazione, la casa di elaborazione AMG (del gruppo Mercedes Benz), con cui Ducati aveva sviluppato una collaborazione da cui erano nati un modello esclusivo, la Ducati Diavel AMG, e una serie di altri prodotti commerciali, scioglie formalmente l'alleanza per "acquisto della compagnia da parte di un produttore rivale". Tutti i prodotti con il logo Ducati-AMG escono quindi di produzione.

## Storia della produzione
Nel 1954 viene assunto l'ingegnere Fabio Taglioni (1920-2001), che caratterizzerà le motociclette Ducati per tutta la seconda metà del secolo.
Nel 1956 applica per la prima volta la distribuzione desmodromica ad un motore motociclistico: la Desmo 125 GP, che manca di poco la conquista dell'oro mondiale. Nel 1963 si cimenta con un prototipo destinato appositamente al mercato statunitense di sempre maggiore importanza per la casa; nasce così la Ducati Apollo 1260, che però resterà un esemplare unico.

Negli anni settanta sviluppa il motore bicilindrico per la 750 GT che diventa uno dei fiori all'occhiello della produzione della Casa di Borgo Panigale. Sempre negli stessi anni uno dei modelli di maggior successo della casa fu lo Scrambler dotato di motori monocilindrici da 125, 250, 350 e 450 cm³.

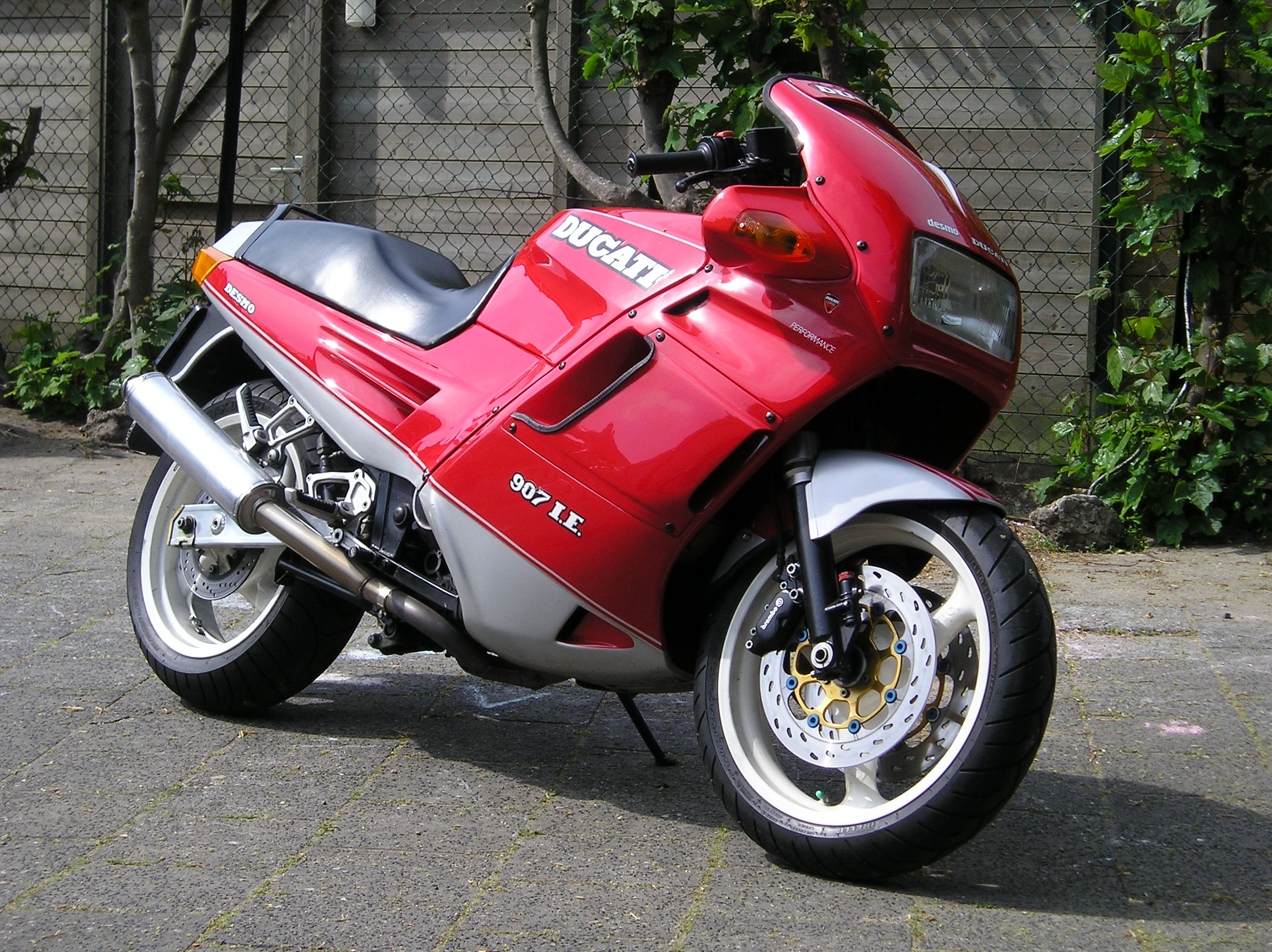
Ducati 907 I.E. (1990)

Tra le realizzazioni della casa bolognese è possibile menzionare la 750 SS, introdotta nel 1974, la prima Ducati con motore a L di 90°, equipaggiata dal sistema desmodromico. Nel 1975 esce la 900SS, nel 1977 la Darmah, nel 1980 la Mike Hailwood Replica e nel 1982 la 900 S2. Il ciclo delle "desmo coppie coniche" si chiude nel 1986 con le 1000 (MHR e S2), prodotte in un numero limitato di esemplari, con la MHR che risulta il modello più venduto di questa famiglia, con 7000 esemplari tra il 1979 e il 1986. La Pantah 500 venne introdotta nel 1979, disegnata sempre da Fabio Taglioni è la prima Ducati del nuovo corso con il motore dotato di comando della distribuzione a cinghia, ma ancora a 2 valvole e raffreddamento ad aria. Da questo nuovo motore derivano tutti gli altri modelli giunti fino ai nostri giorni, vincitori su tutte le piste del mondo.
Arriveranno presto la 750 F1 del 1985 (di cui verrà allestita una versione "Laguna Seca" per celebrare la vittoria sulla pista californiana di Marco Lucchinelli che rimane l'ultima vittoria a pari cilindrata di un bicilindrico contro le quattro cilindri giapponesi nel mondiale per derivate di serie che diverrà la attuale Superbike) e la Paso del 1986, prima moto da strada totalmente carenata, disegnata da Massimo Tamburini, uno dei due fondatori della Bimota. Di questi anni sono pure le poco fortunate custom della serie "Indiana" e le Cagiva Elefant con motore Ducati. La 851 progettata dall'ing. Massimo Bordi, presentata nel 1987, fu la capostipite delle moderne 4 valvole raffreddate a liquido, la prima ad adottare il motore Desmoquattro, basato sulla tesi di laurea dello stesso ing. Bordi; il Monster venne invece introdotto nel 1993, disegnato da Miguel Galluzzi e la 916 nel 1994, disegnata da Massimo Tamburini. Quest'ultima venne sviluppata negli anni seguenti con i nomi (derivati dall'aumento della cilindrata) di Ducati 996 e Ducati 998.

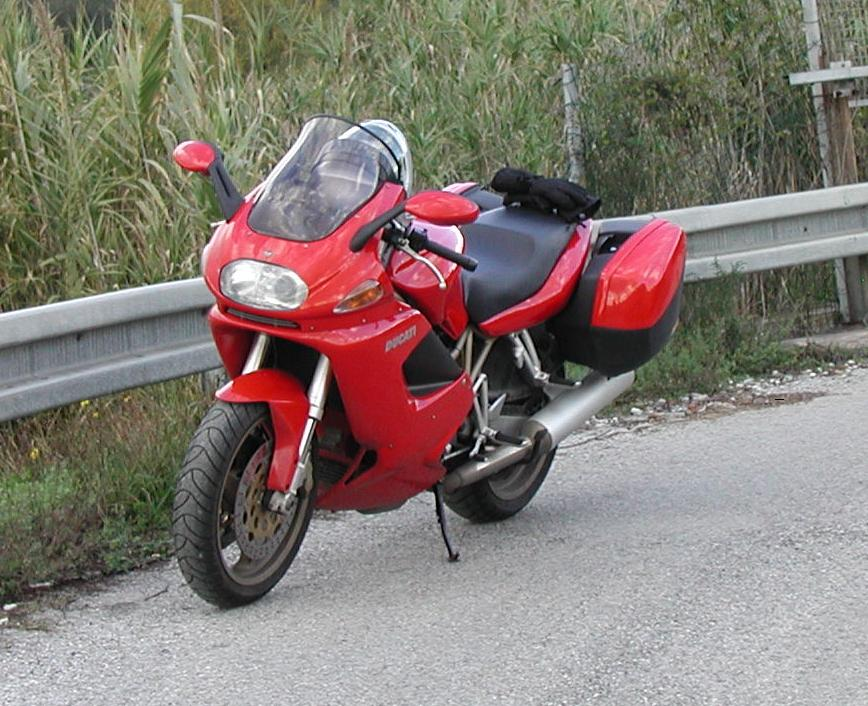
Ducati ST4 (1999)

Nel 1997, ancora con il contributo di Miguel Galluzzi, la Ducati ha presentato la serie ST (sport-turismo) che si è proposta come una serie di motociclette sportive dall'utilizzo più fruibile, più protettive e comode anche per il passeggero ed in grado di essere facilmente equipaggiabili con borse e bauletti per i bagagli necessari per affrontare lunghi viaggi. La serie ST comprende la ST2 (motore a 2 valvole di 944 cm³ raffreddato a liquido), la ST4 (916 cm³, quattro valvole), la ST4S/ST4S ABS (996 cm³, prima moto italiana ad essere equipaggiata con dispositivo ABS) e la ST3; la produzione di questa serie viene cessata nel 2007.
Un'altra particolarità della casa emiliana è quella di essere stata la prima a mettere in vendita una motocicletta solamente via internet, nel 2000 con la Ducati MH900e. Grazie al successo dell'iniziativa nasce una società apposita destinata al commercio elettronico, la Ducati Com.
Nel 2002 nasce la Ducati 999 (disegnata dal sudafricano Pierre Terblanche) che sancisce la fine della gloriosa serie 916, 996, 998 (l'ultima versione della 998 fu la Final Edition). La 999 non ottiene gli stessi entusiastici consensi delle sue progenitrici ma certo non sfigura nel mondiale superbike vincendo il titolo al suo primo anno di corse con l'inglese Neil Hodgson nel 2003 e successivamente con un altro inglese, James Toseland. Il dominio Ducati si interrompe nel 2005, con la vittoria di Suzuki con l'australiano Troy Corser, per poi continuare nel 2006 con l'australiano Troy Bayliss già vincitore del titolo nel 2001 su Ducati 996.

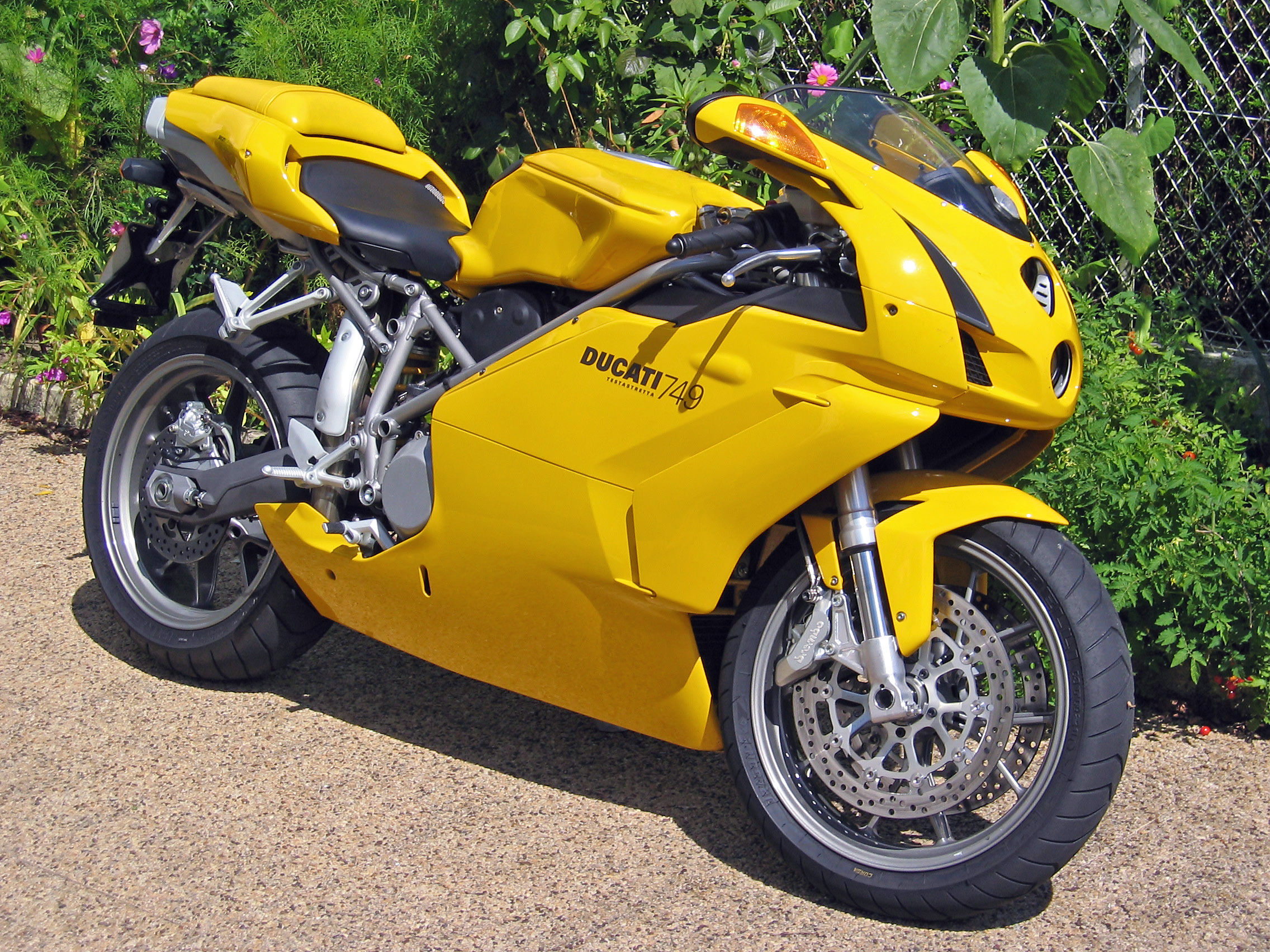
Ducati 749 (2002)

Nel 2003 viene presentata la Ducati Multistrada è una moto di categoria "on/off-road". Al momento della presentazione l'unica cilindrata offerta era di 1 000 cm³, è stata affiancata nel 2005 dalla versione minore di 620 cm³, prodotte entrambe fino al 2006. Nel catalogo del 2007 sono presenti due versioni della Multistrada: la 1100 e la 1100 S che verranno prodotte fino al 2009.

Entrambe montano un motore bicilindrico a L di 1078 cm³ da 95 CV. Lo stesso motore equipaggia la Ducati Hypermotard, con la differenza che nel motore di quest'ultima la frizione è a secco. La versione base è disponibile in una sola colorazione, rossa, mentre per la versione S esistono anche le colorazioni nera e bianco perla.

Nel 2010 è stata presentata la seconda serie, con un design completamente rivisto e nella nuova cilindrata da 1200 cm³, questa nuova serie viene sempre presentata nelle due versioni "base" e "S". Per quanto riguarda un particolare il Multistrada torna al passato, utilizzando 1 candela per cilindro anziché il sistema dual spark; inoltre guadagna il basamento Vacural che le fa perdere qualche kg, più altre parti che limano ancora il peso, inoltre la strumentazione è come quella della Ducati Streetfighter
Nel 2005 viene presentata la nuova serie SportClassic che inizialmente consta di due modelli: la PaulSmart 1000LE e la Sport1000, entrambe prodotte nella serie versione monoposto. A partire dal 2006 la gamma SportClassic viene ulteriormente ampliata con i modelli Sport1000 Biposto e GT1000, mentre nel 2007 viene presentata la Sport1000S. La gamma SportClassic, disegnata sempre da Pierre Terblanche, si colloca nel segmento delle moto "modern classic", cioè moto che seppur mantenendo contenuti tecnici moderni, riprendono per forme e grafica le moto Ducati prodotte negli anni '70, quali la 750 SS o la 750 GT. Tutte le moto della gamma sono dotate del propulsore a L a due valvole con comando desmodromico da 992cc.

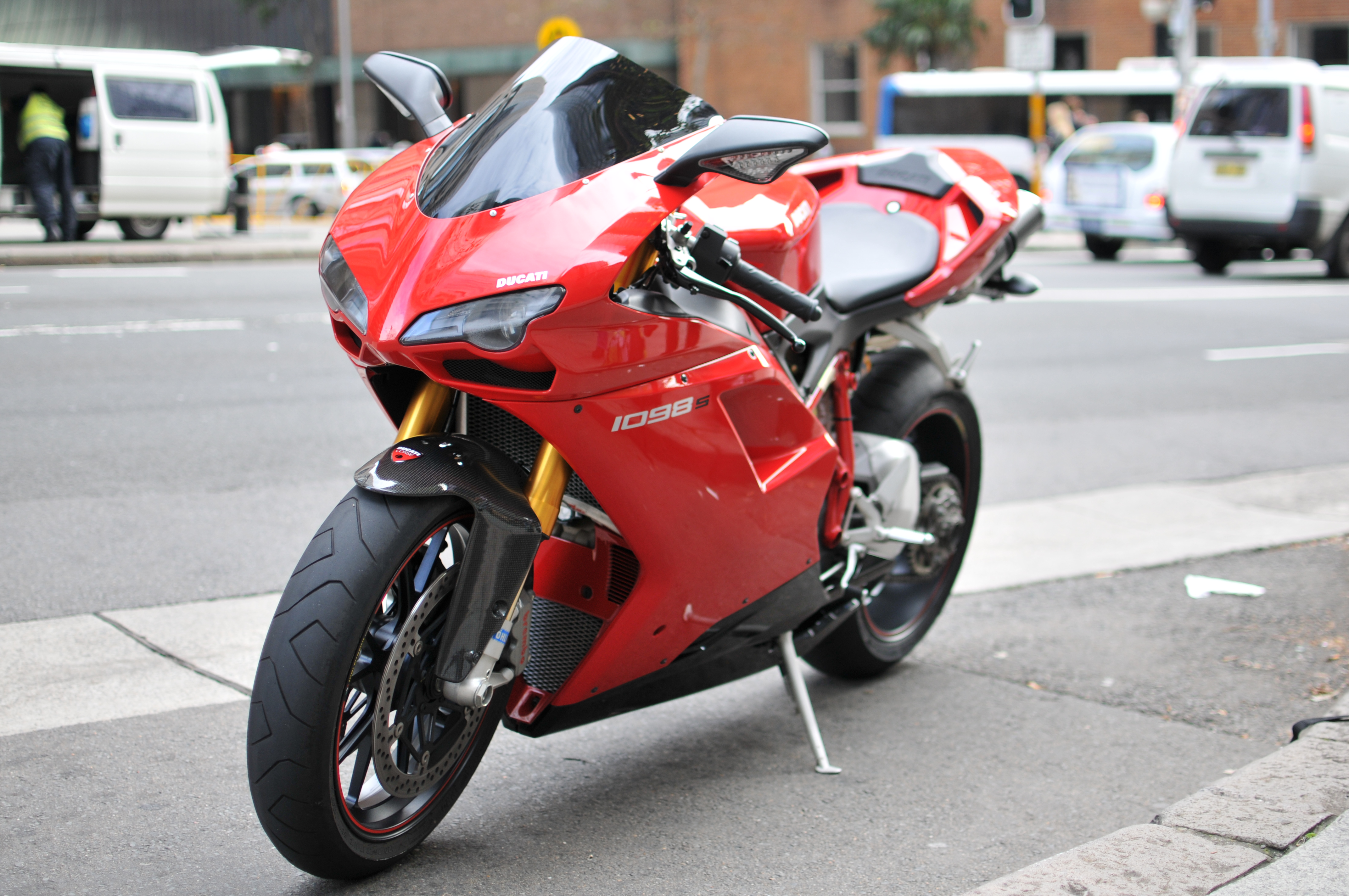
Ducati 1098 (2007)

Sempre nel 2006, in linea con quanto dichiarato dal presidente Minoli al World Ducati Week 2004, è stata presentata la versione stradale della Desmosedici, la moto che corre nel motomondiale classe MotoGP: si chiama Desmosedici RR, prima moto stradale sul mercato strettamente derivata da un prototipo da corsa.
Il 2007 invece vede due novità nella gamma della casa di Borgo Panigale. La prima è l'erede della 999: si chiama 1098, declinata nelle versioni 1098, 1098s e 1098s Tricolore, è dotata di un motore bicilindrico stradale che eroga 160cv; la seconda è la Hypermotard, con cui Ducati scende nel campo delle supermotard.
Alla fine del 2007 viene messa in produzione anche la versione R della 1098. La 1098R, con una cilindrata di 1198.4cc eroga una potenza di 180 CV (132.4 KW) a 9750 giri/min per 165 kg di peso complessivo.
Nel 2008, dopo 15 anni di onorato servizio, il Monster viene rimpiazzato da un nuovo modello denominato Monster 696 che sostituisce il vecchio Monster 695 completamente ridisegnato con una nuova impronta stilistica e soluzioni tecnica d'avanguardia come le pinze dei freni radiali Brembo, i tubi dei freni di tipo aeronautico, il cruscotto completamente digitale e la frizione ATPC antisaltellamento.

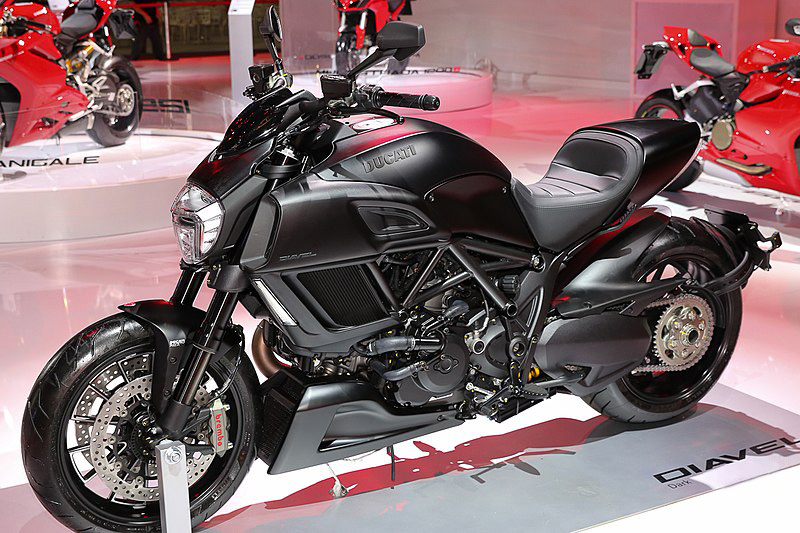
Ducati Diavel (2011)

A maggio 2008 l'autorevole rivista di settore "Motociclismo", attraverso la partecipazione popolare dei propri lettori, incorona la Ducati come il costruttore di moto sportive per antonomasia riempiendo il podio nella sezione sportive con i modelli 1098, Desmosedici RR e 848. Altri riconoscimenti si hanno nelle sezioni supermotard (primo con la Hypermotard) e naked (seconda con la Monster 696).
Nel gennaio 2012, dopo la presentazione all'EICMA di Milano, entra in catena di produzione il nuovo modello stradale di punta, la Ducati 1199 Panigale.
A novembre 2014, viene presentato all'EICMA la nuova 1299 Panigale, che sostituisce la vecchia 1199 Panigale (che viene tuttavia rinnovata nella versione Panigale R per poter essere utilizzata nel mondiale superbike).
In occasione dell'Intermot 2016, dopo aver ampliato la gamma Scrambler, Ducati presenta la SuperSport, una sportiva "quotidiana" da 937cc e capace di erogare ben 113 cv. Dotata di una buona autonomia, in virtù del serbatoio da 16 litri, la "piccoletta" di Borgo Panigale monta l'ultima versione del traliccio Ducati, capace quest'ultimo e di aumentarne la maneggevolezza e di ridurne considerevolmente il peso (210 kg). A novembre 2020 viene annunciata la nuova versione conforme alla normativa anti-inquinamento Euro 5, ed equipaggiata con controlli elettronici basati sulle informazioni provenienti dalla piattaforma inerziale a 6 assi di Bosch, in grado di rilevare istantaneamente angolo di rollio, di imbardata e di beccheggio della moto nello spazio.

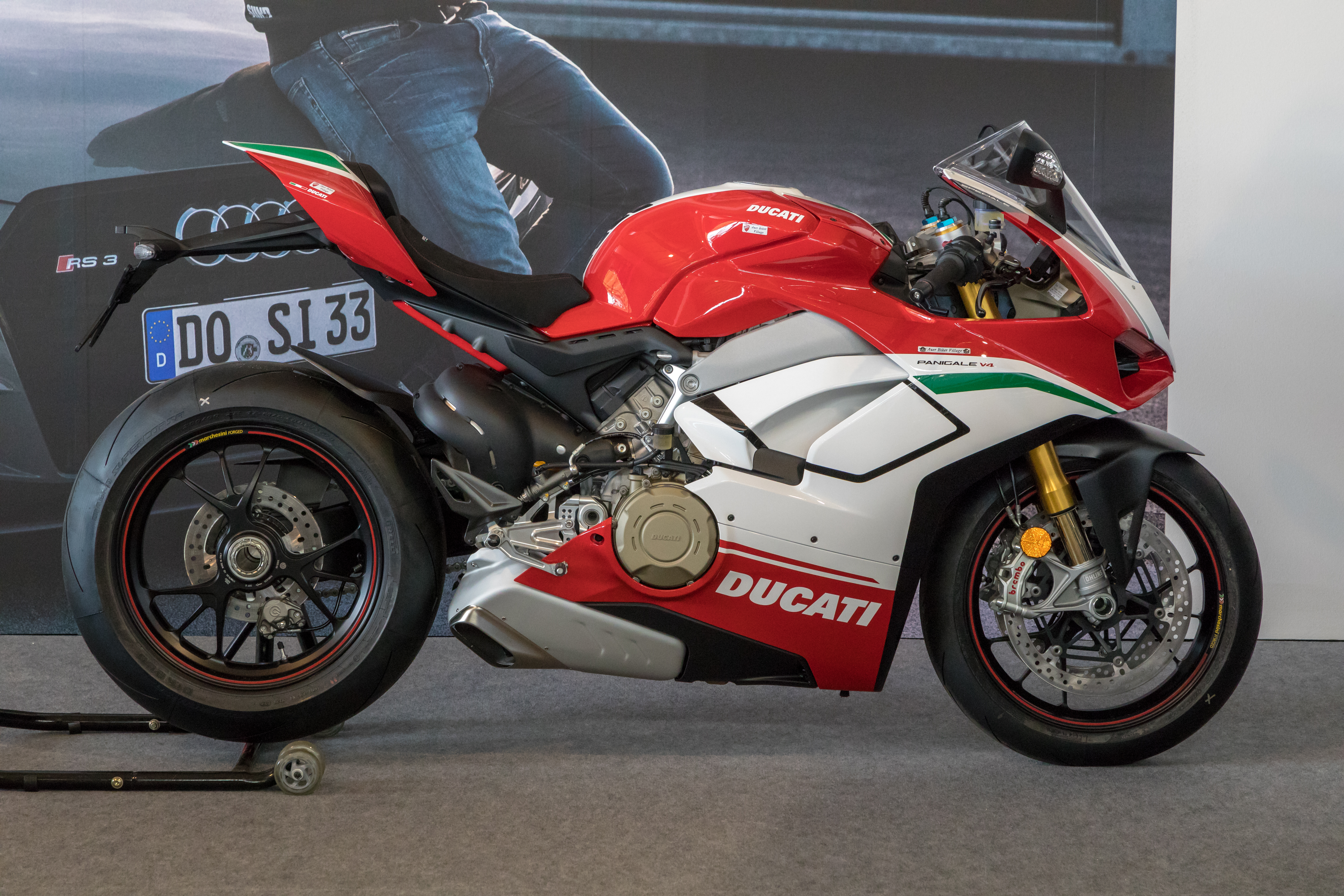
Ducati Panigale V4 (2018)

Nel 2017 la casa di Borgo Panigale rivoluziona il suo top di gamma lanciando la Panigale V4, in totale rottura col passato, viene realizzata sulla base del nuovo motore quattro cilindri a V di 90° denominato Desmosedici Stradale di 1100 cc di derivazione MotoGP in grado di erogare fino a 214 CV, che con il telaio Front Frame, un design più acuto e la nuova elettronica basato su piattaforma inerziale Bosch a 6 assi ne fanno un punto di riferimento per il settore delle supersportive. In seguito sulla base del progetto vengono lanciate anche la  naked Streetfighter V4 (2019) e l'enduro Multistrada V4 (2021).

## La gamma 2022
- Scrambler: Sixty2, Desert Sled, Icon, Icon Dark, Urban Motard, Cafe racer, Full Throttle, 1100 Pro, 1100 Sport Pro;
- Diavel: Diavel 1260, Diavel 1260S, XDiavel Dark, XDiavel S,  XDiavel Black Star;
- Hypermotard: Hypermotard 950, Hypermotard 950 RVE, Hypermotard 950 SP, Hypermotard 698 Mono;
- Monster: Monster, Monster+, 1200, 1200 S;
- Multistrada: 950, 950 S, V2, V2 S, V4, V4 S, V4 S Sport, V4 Pikes Peak, 1260 Enduro;
- Panigale: V2, V4, V4 S, V4 R, V4 SP, Superleggera V4;
- SuperSport: 950; 950 S;
- Streetfighter: V2, V4, V4 S, V4 SP.

## L'azienda Ducati
La società è controllata da Automobili Lamborghini S.p.A. dal 7 agosto 2012.

### Dati legali
Denominazione: Ducati Motor Holding S.p.A.
Sede legale: Via Cavalieri Ducati 3 - 40132 - Bologna
Codice Fiscale: 05113870967
Partita IVA: 05113870967

### Schema Societario
- Ducati Deutschland Gmbh - Colonia (Germania)
- Ducati West Europe s.a.s. - Parigi (Francia)
- Ducati Japan K.K. - Tokyo (Giappone)
- Ducati U.K. Limited - Milton Keynes (Gran Bretagna)
- Ducati North America Inc. - Cupertino (USA)
- Fondazione Ducati - Bologna
- Ducati Thailand - Bangkok (Thailandia)
- Ducati Asia Pacific - Shanghai (Cina)
- Ducati (Schweiz) AG - Wollerau (Switzerland)

### Dati economici e finanziari
Dal bilancio al 31 dicembre 2006, il gruppo Ducati ha un capitale investito consolidato di circa 473,8 milioni di Euro, con un patrimonio netto di circa 190,4 milioni di Euro, un fatturato consolidato di circa 304,8 milioni di Euro ed una perdita netta consolidata di circa 8,5 milioni di Euro.
Per quanto riguarda la sola capogruppo, il capitale investito ammonta a circa 447,6 milioni di Euro, con un patrimonio netto di circa 195,5 milioni di Euro, un fatturato di circa 257,6 milioni di Euro ed una perdita netta di circa 20 milioni di Euro.
Al 31 dicembre 2011 il gruppo Ducati occupava 1135 dipendenti, di cui 960 in organico alla capogruppo.
Le vendite di motocicli Ducati sono diffuse a livello mondiale e vengono effettuate soprattutto attraverso le società controllate. I principali mercati nel 2006 sono stati:
- Italia - 76,9 milioni di Euro
- USA - 73,2 milioni di Euro
- Francia - 28,1 milioni di Euro
- Giappone - 24 milioni di Euro

Italia e Stati Uniti rappresentano quindi quasi il 50% del totale del fatturato.
Il risultato operativo registrato nel corso del 2023 è il migliore di sempre per la Casa di Borgo Panigale, con 112 milioni di euro e un corrispondente livello di redditività aziendale che aumenta ancora rispetto all’anno precedente, raggiungendo il 10,5%.
Il fatturato supera il miliardo per il secondo anno consecutivo, arrivando a 1 miliardo e 65 milioni di euro, poco sotto al risultato record raggiunto nel 2022 (1 miliardo e 89 milioni di euro).
Passando ai numeri sulle moto, nel 2023 sono state consegnate 58.224 unità in tutto il mondo. Un risultato che, pur essendo in lieve calo rispetto al 2022, colloca l'anno appena trascorso come il terzo migliore nella storia dell'azienda in termini di vendite.